# Lista de jogos eletrônicos da Activision
Esta é uma lista de jogos eletrônicos da publicadora e desenvolvidos pela Activision, uma subsidiária da Activision Blizzard.

## Listas
- Lista de jogos eletrônicos da Activision: 1980–1999
- Lista de jogos eletrônicos da Activision: 2000–2009
- Lista de jogos eletrônicos da Activision: 2010–2019
- Lista de jogos eletrônicos da Activision: 2020–presente
- Lista de jogos eletrônicos da Activision Value